# Отрада (Алтайский край)
Отра́да — посёлок в Змеиногорском районе Алтайского края, входит в состав Октябрьского сельсовета.

## География
Посёлок находится в южной части Алтайского края, в верховье реки Дальняя Щелчиха (бассейн реки Алей). Абсолютная высота — 360 м над уровнем моря. Ближайшие населённые пункты: посёлок Октябрьский на юго-западе и посёлок Локоток на юго-востоке.

## История
Основан в 1922 году. В 1928 году посёлок состоял из 89 хозяйств, основное население — украинцы. В административном отношении являлся центром Отрадовского сельсовета Рубцовского района Рубцовского округа Сибирского края. В 1931 г. состоял из 99 хозяйств, центр сельсовета Рубцовского района.

## Население
| 1926 | 1931 | 1997 | 1998 | 1999 | 2000 | 2001 |
| ---- | ---- | ---- | ---- | ---- | ---- | ---- |
| 603  | ↘470 | ↘245 | ↘241 | ↘226 | ↗229 | ↘226 |
| 2002 | 2003 | 2004 | 2005 | 2006 | 2007 | 2008 |
| ↘211 | ↗222 | ↗224 | ↘210 | ↘209 | ↘186 | ↘170 |
| 2009 | 2010 | 2011 | 2012 | 2013 |      |      |
| ↘137 | ↗156 | ↘154 | ↘148 | ↗149 |      |      |

## Инфраструктура
В посёлке действует начальная школа.